# بيلقان
بيلقان (بالأذرية: Beyləqan) هي عاصمة مقاطعة بيلقان في أذربيجان. خلال الحقبة السوفياتية تم تغيير اسمها إلى جادانوف (Zhdanov) على اسم السياسي الستاليني اندريه جادانوف. تم التراجع عن هذه الخطوة في عام 1991 واسترجعت المدينة اسمها الأصلي مرة أخرى. تعتبر مدينة بيلقان أقدم المدن في أذربيجان. وهي تقع بشكل مثلثي  لتقاطع نهري كورا وأراس.